# الكزيزة
الكزيزة منطقة في غرب محلة الهادي بالمعقل في غرب شارع بغداد في شمال غرب مدينة البصرة، بجنوب العراق مساحتها 319 هكتاراً، اسمها الرسمي حي القادسية، قال طارق الكاتب في كتابه (شط العرب وشط البصرة) إن منطقة الكزيزة "نمت وتطورت خلال الستينات والاسم هو تصغير ( كزاز ) أي ( الزجاجة المكسورة) باللهجة الدارجة وقد سماها أهلها بذلك نظراً لأن المنطقة كانت تستعمل لرمي الازبال وكان يغطى المنطقة كمية لا بأس بها من الزجاج المكسور فسُمّيت الكزيزة". وفي الكزيزة ساحة ألعاب مساحتها 13 ألف متر مربع. والكزيزة من مراكز صناعة الأخشاب في محافظة البصرة. ذكر مرتضى الكعبي في كتابه (الحلول التطبيقية لمعالجة السكن العشوائي في مدينة البصرة) المنشور سنة 2019 أن سعر المتر المربع في الكزيزة 100 ألف دينار عراقي.

## مشاريع سكنية
- مجمع الزهراء السكني: مساحته 15 دونماً عراقياً، بدأ تنفيذه سنة 2012، فيه 94 وحدة سكنية أفقية مساحة كل واحدة 100 متر أو 150.[7]
- مشروع مجمع الكزيزة السكني: موقعه قريب من محطة الوقود، في قضاء البصرة، مساحته 20 دونماً عراقياً، فيه 300 وحدة سكنية عمودية.[8]

## جسر الكزيزة
جسر في منطقة الكزيزة وخمسة ميل والإسكان، يتقاطع فيه شارع الكزيزة من الشرق إلى الغرب فوق شارغ بغداد من الشمال إلى الجنوب.

### مُجسّر الكزيزة
جسر كبير، يتقاطع عنده شارع بغداد جنوباً والطريق الدولي غرباً. وطريق أبي صخير شمالاً.